# Привольный (Кочубеевский район)
Приво́льный — хутор в Кочубеевском районе (муниципальном округе) Ставропольского края России.

## География
Расстояние до краевого центра: 72 км.
Расстояние до районного центра: 46 км.
Примерно в 1 км от Привольного расположено общественное открытое кладбище площадью 9 тыс. м².

## История
До 16 марта 2020 года хутор входил в упразднённый Георгиевский сельсовет.

## Население
| 1989 | 2002 | 2010 | 2014 |
| ---- | ---- | ---- | ---- |
| 196  | ↗229 | ↘186 | ↗200 |

По данным переписи 2002 года в национальной структуре населения преобладают русские (76 %).

## Люди, связанные с хутором
Василий Петрович Николенко (1914-1986) - участник Великой Отечественной войны, командира орудийного расчёта, полный кавалер ордена Славы